# Cent aspects de la Lune
Les  Cent aspects de la Lune (Tsuki Hyakushi) est une série d'estampes, réalisées entre 1885 et 1892. C'est l'une des œuvres les plus célèbres du peintre japonais Tsukioka Yoshitoshi.

## Liste des estampes
- 1 - Un poème de Takao
- 2 - Chang E vole jusqu'à la Lune
- 3 - La Lune se levant sur le Mt. Nanping
- 4 - Le District de Gion
- 5 - Un Poème de Kikaku - Beauté dans une maison de thé
- 6 - La Lune sur le village du clan Shi - Neuf tatouages de dragon
- 7 - La Lune derrière la montagne Inaba
- 8 - Patrouille au clair de Lune
- 9 - La Lune sur la montagne après la pluie - Tokimune
- 10 - La Lune de neige pure sur la rivière Asano - Chikako
- 11 -
- 12 - La Lune sur la mer à la baie de Daimotsu - Benkei
- 13 - La plainte du renard  - Hakuzōsu
- 14 - Un poème de Michizane
- 15 - Lune de minuit au Mt. Yoshino
- 16 - Un Poème de Michizane
- 17 - La Lune à marée haute
- 18 -
- 19 - La Lune d'Ogurusu dans le Yamashiro
- 20 - La Lune à la porte de Shujaku
- 21 - La Lune à Itsukushima
- 22 - Lune et fumée
- 23 -
- 24 - La Lune à Kuruwa - Le quartier des plaisirs
- 25 -
- 26 -
- 27 - La Lune à l'établissement Yamaki
- 28 - La Lune de Chikubushima
- 29 -
- 30 -
- 31 - La Lune sur le Mt. Ji Ming
- 32 - La Lune de Kitayama
- 33 -
- 34 -
- 35 - La Lune au Mt. Otowa
- 36 - La Lune à Takakura
- 37 - Un reflet de Lune - Kaoyo
- 38 - La Lune se reflétant sur le lac Biwa
- 39 - La Lune au promontoire d'Inamura
- 40 - La Lune de la Voie lactée
- 41 - La Lune au promontoire de Miho - La barrière de Kiyomi
- 42 -
- 43 - La Lune à Shibaimachi (quartier du théâtre)
- 44 - Un poème classique - Akazome Emon
- 45 -
- 46 - La Lune du festival d'Obon
- 47 - Un poème de Kinto
- 48 - La Lune de la rivière Huai
- 49 - Un poème d'Hitotose
- 50 -
- 51 - Dame Gosechi
- 52 -
- 53 - La pleine Lune à Sumiyoshi
- 54 - Un poème de Changling - Dame de qualité
- 55 - Un poème de Fukami Jikyu
- 56 - Un poème de Takeda Shingen
- 57 - Lecture à la lumière de la Lune
- 58 - Un poème de Yorimasa
- 59 - Beauté chinoise à la lueur de la Lune
- 60 - De retour au palais de la Lune
- 61 - La Lune au pont de Gojo
- 62 -
- 63 -
- 64 - Un poème de Abe No Nakamaro
- 65 - La Lune à la baie de Katada
- 66 -
- 67 - La Lune de Joganden - Minamoto no Tsunemoto
- 68 - La Lune de la mer du sud
- 69 - La Lune au temple Seson - Capitaine Yoshitaka
- 70 - La Lune à Ashigara
- 71 - La Lune d'Ishiyama
- 72 - La Lune au Mt. Miyaji
- 73 - Le Lapin de jade
- 74 -
- 75 - Un poème d'Hidetsugu
- 76 - La Lune de Shinobugaoka
- 77 -
- 78 - Lune sous la pluie
- 79 -
- 80 -
- 81 - La Lune aux falaises rouges
- 82 - Uesugi Kenshin
- 83 - Un poème d'Akishi Gidayu
- 84 -
- 85 - La Lune à la maison isolée
- 86 - Taira no Tadanori
- 87 - La Lune sur la montagne Kintoki
- 88 - Soir d'été sous la lune
- 89 - La Lune au temple Horin
- 90 - La Lune de Kazan-ji
- 91 - La Lune sur la plaine de Musashi
- 92 - La Lune à Sarugaku
- 93 -
- 94 - Un poème de Mizuki Tatsunosuke
- 95 - Hozoin
- 96 - La Lune sur le village de Chofu
- 97 - La Lune à Obasute-Yama
- 98 - Semimaru
- 99 - La Lune à Saga
- 100 - Le poète errant

## Galerie

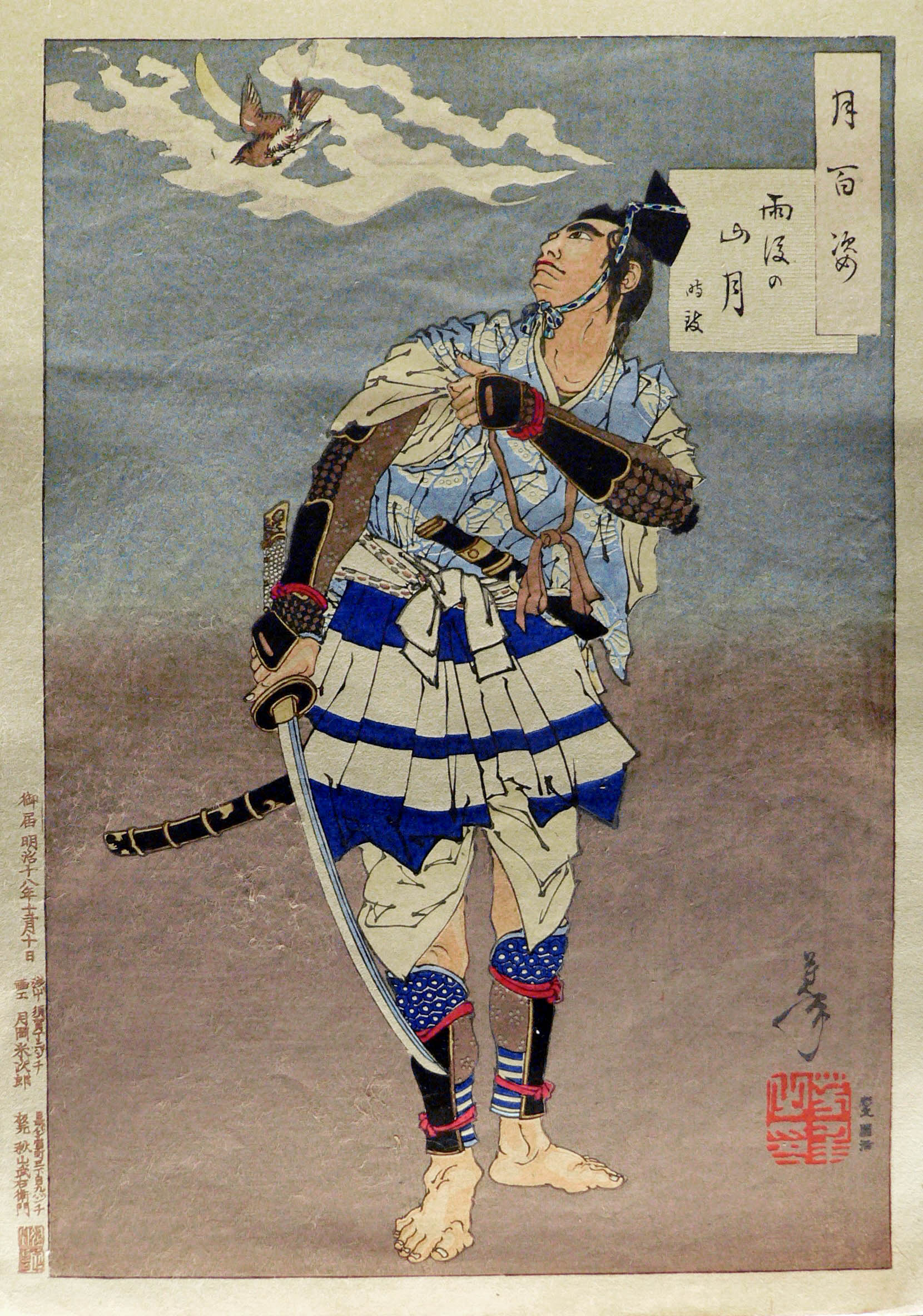
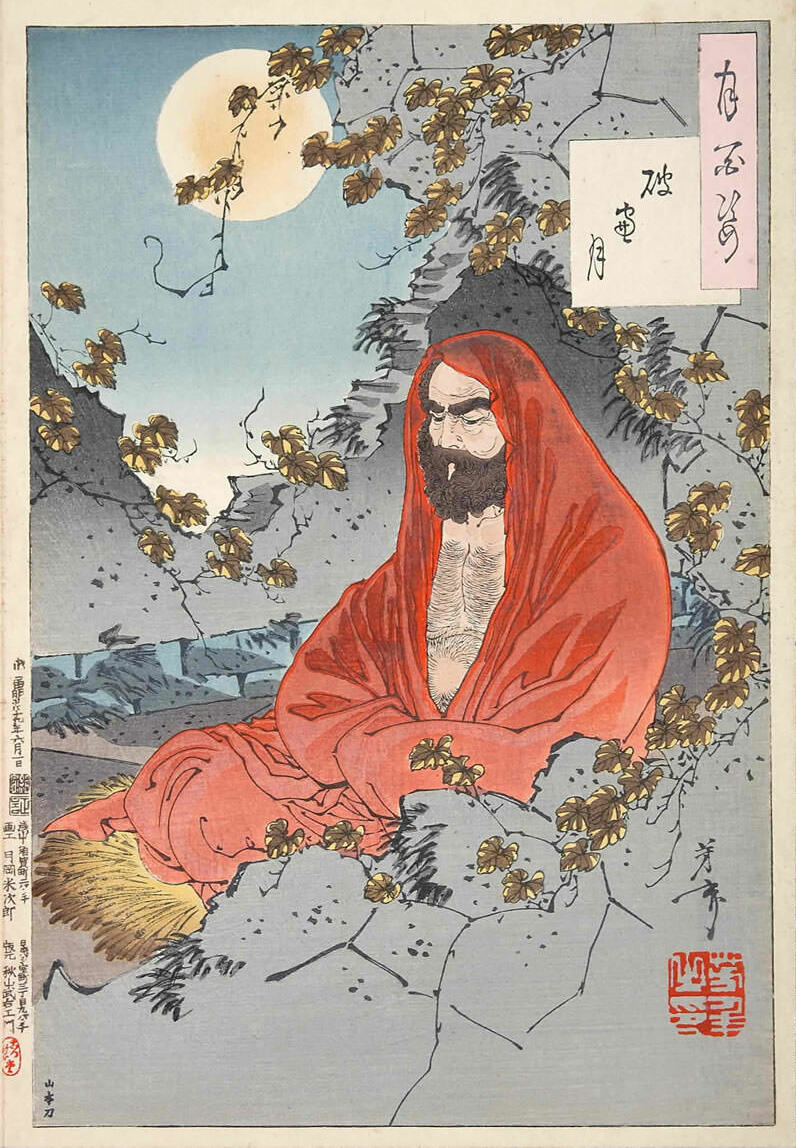
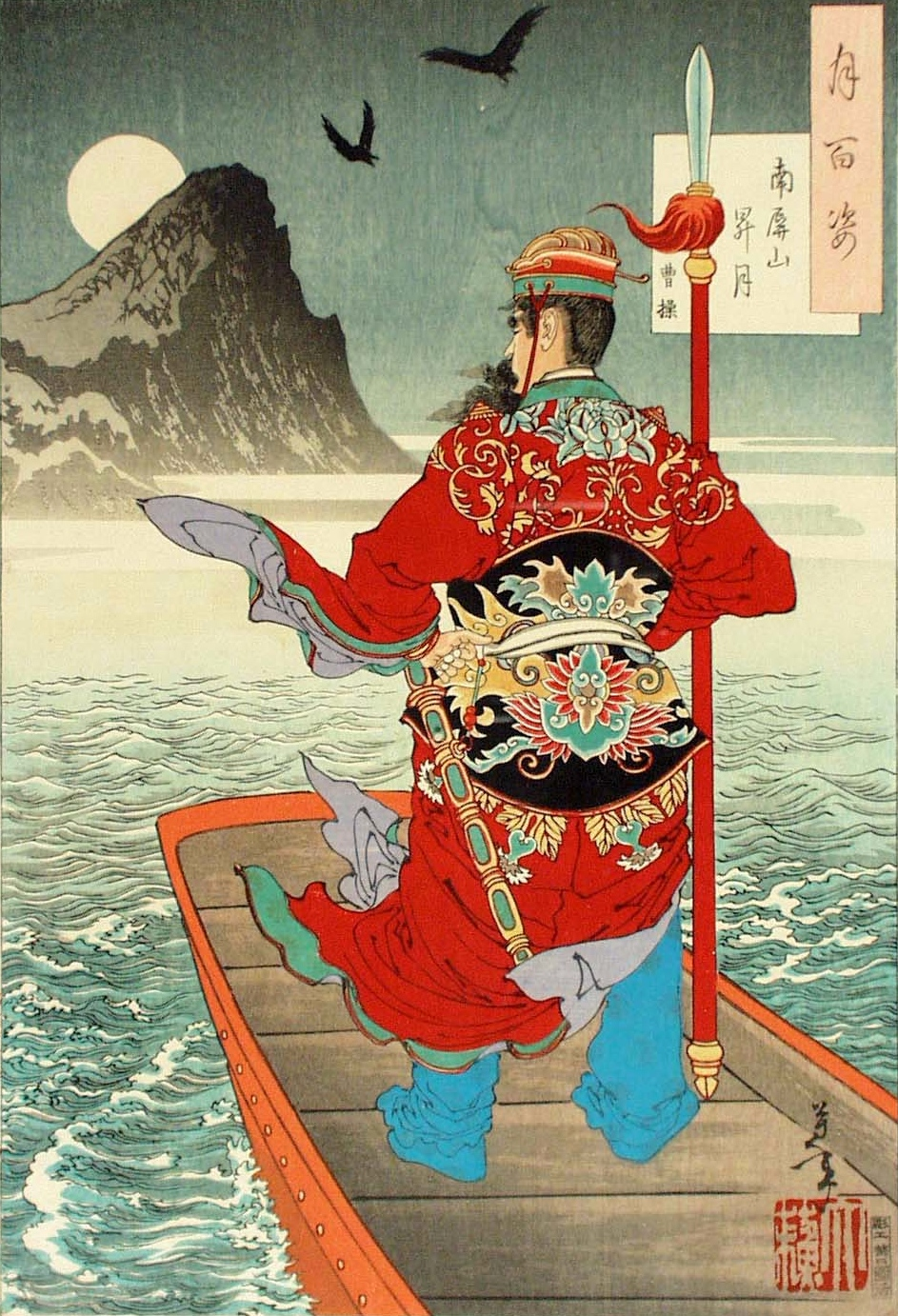
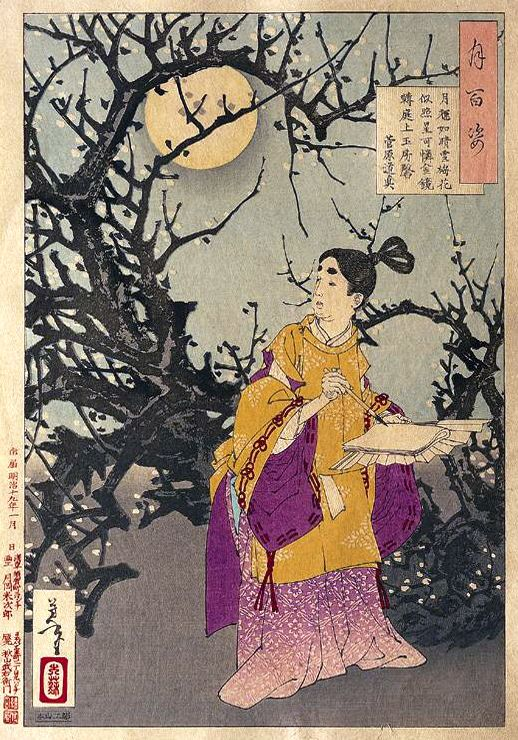
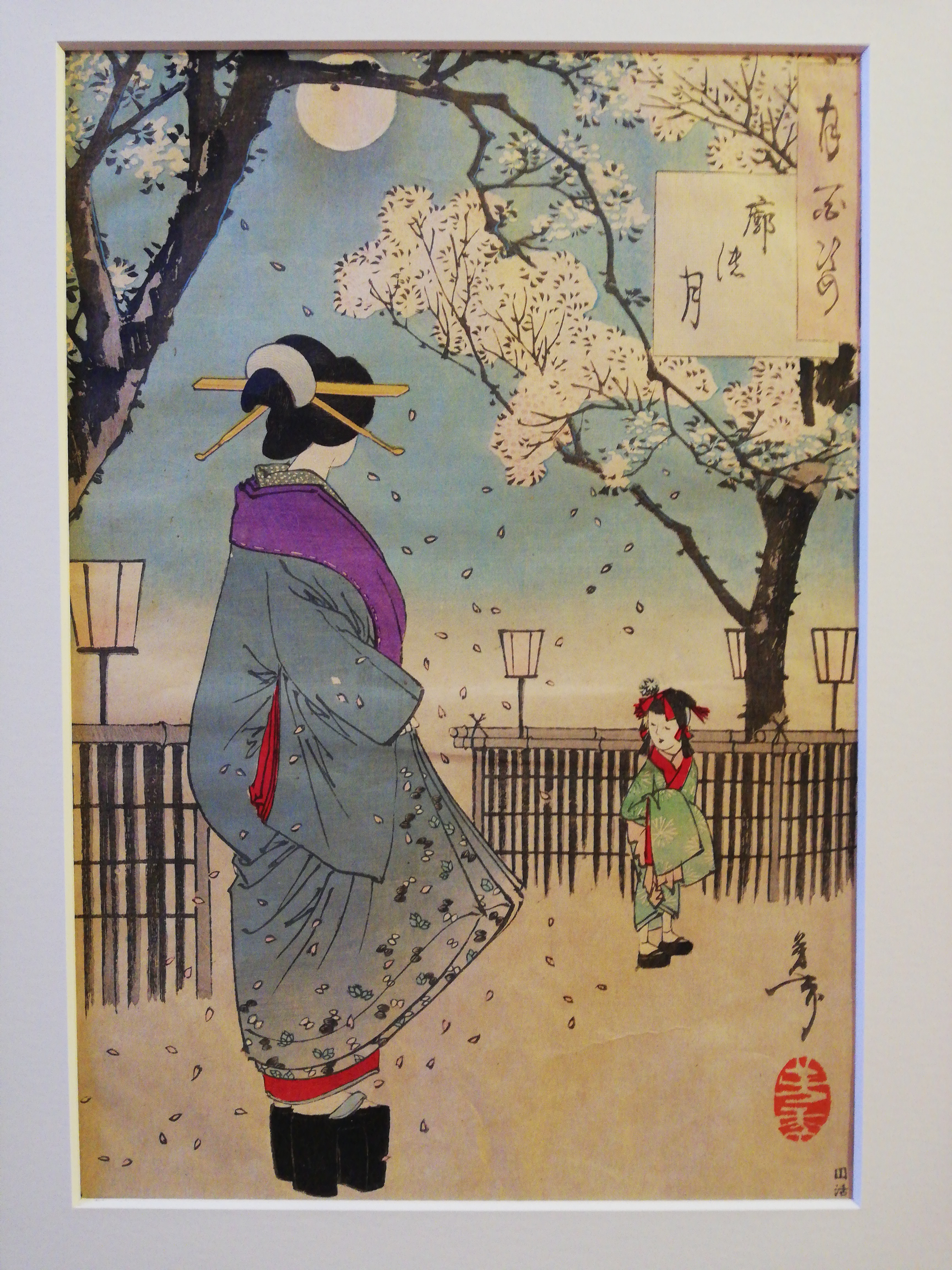
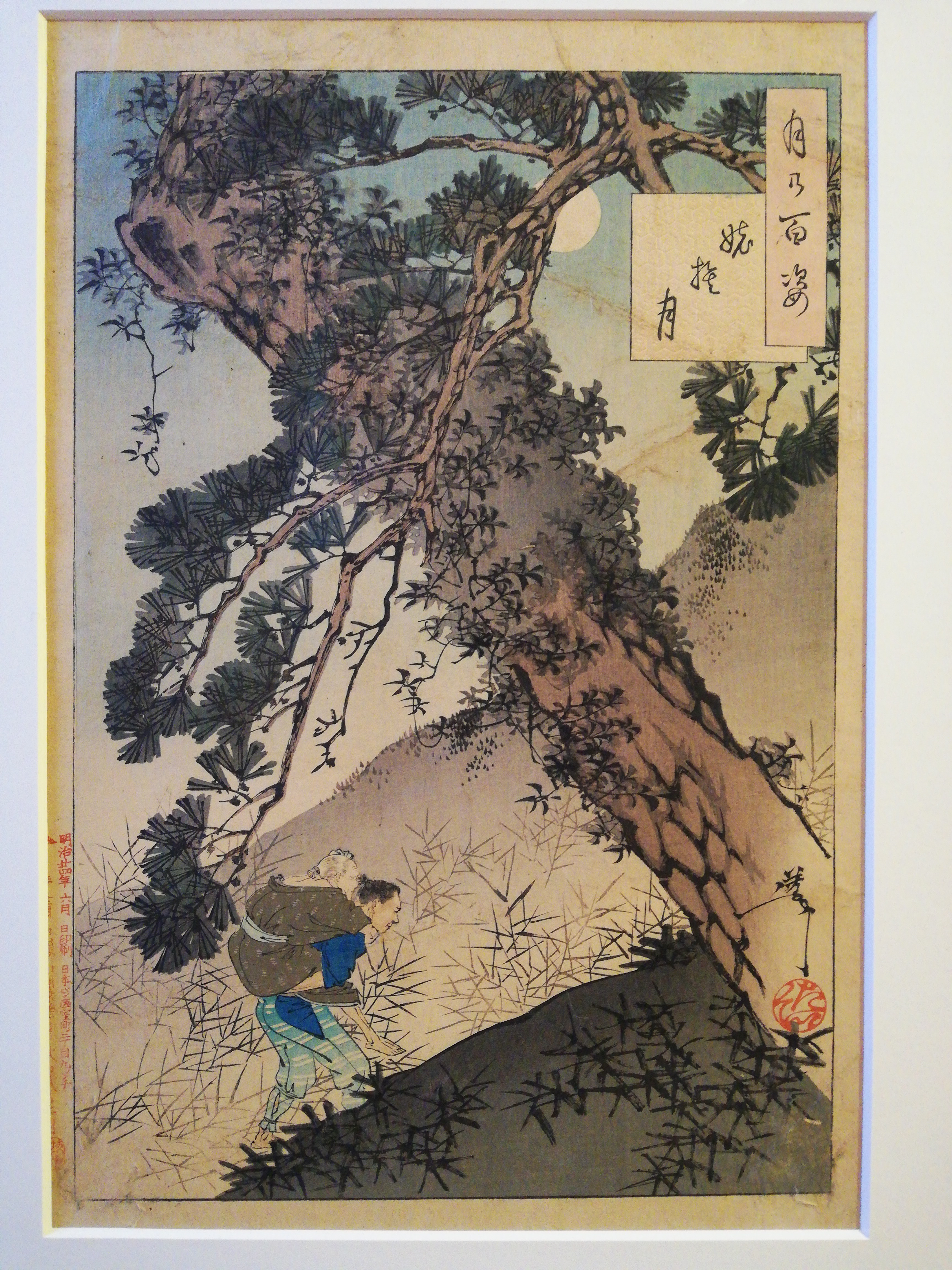